# Friedensburg (Radebeul)
Die Friedensburg in der sächsischen Stadt Radebeul ist ein als Wohnhaus genutztes ehemaliges Berggasthaus auf der Hangkante oberhalb von Niederlößnitz, in der Oberen Burgstraße 6. Unterhalb liegt der gleichnamige städtische Steillagen-Weinberg Friedensburg, der zur Weinlage Radebeuler Steinrücken gehört. Die Silhouette der Niederlößnitzer Weinberge wird durch die Friedensburg, zusammen mit dem etwas westlich stehenden Wasserturm, bedeutend geprägt. Die Friedensburg liegt im Denkmalschutzgebiet Historische Weinberglandschaft Radebeul.

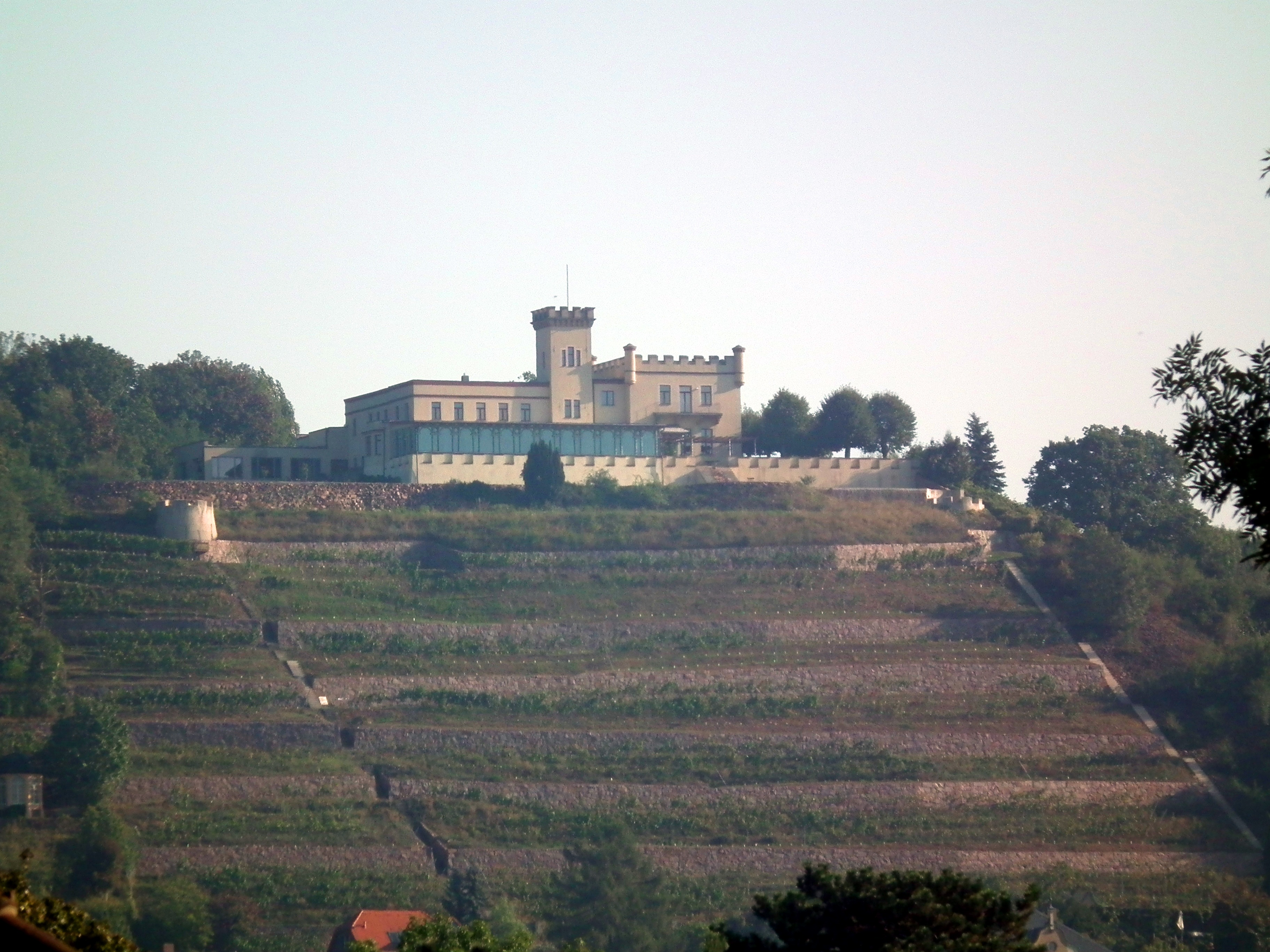
Friedensburg (2012) oberhalb des gleichnamigen Weinbergs. Gut zu erkennen die beiden Weinbergstreppen: Die rechte führt zur öffentlichen Aussichts-Freifläche unterhalb der heute privaten Aussichts-Bastion.

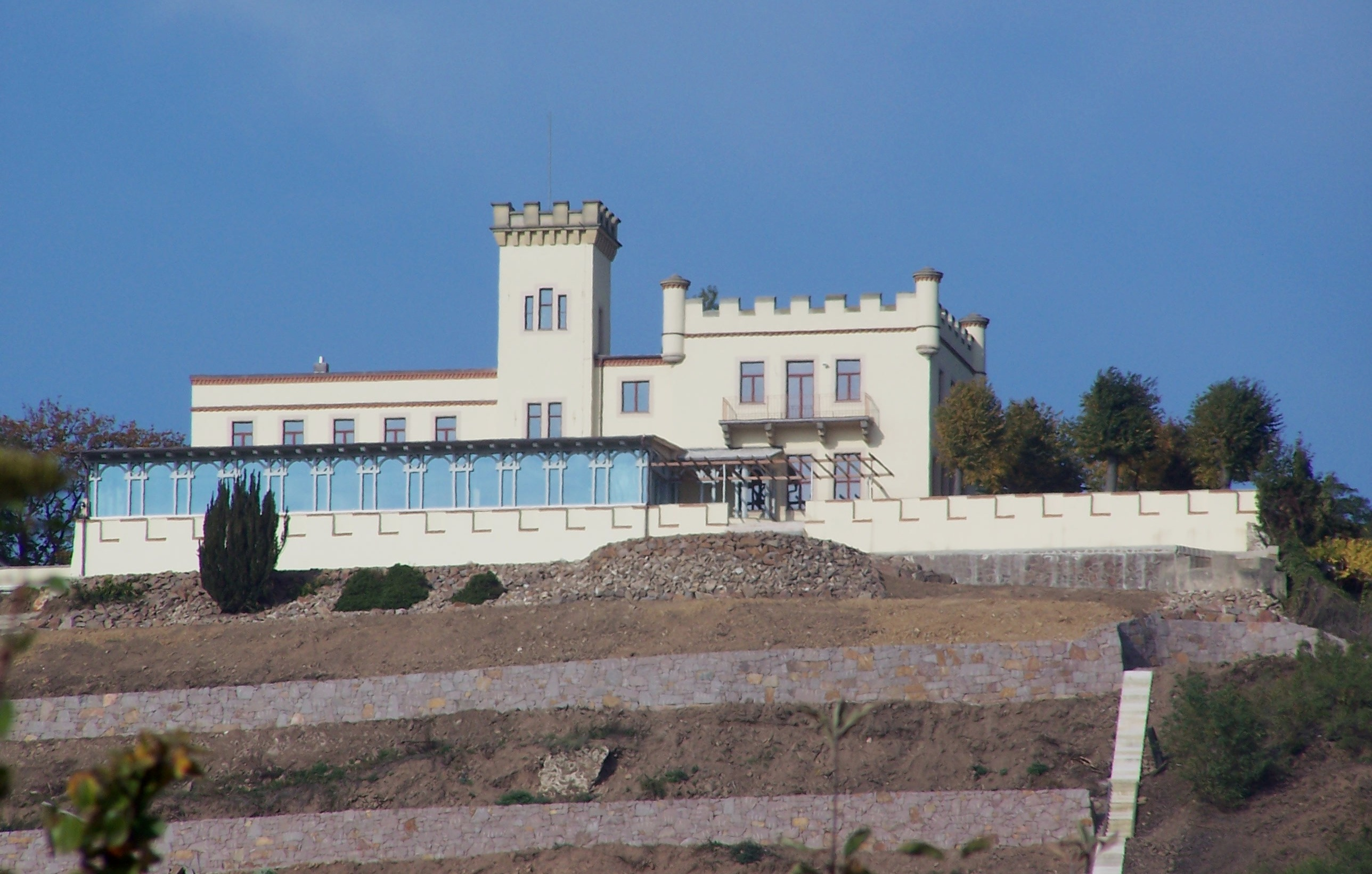
Friedensburg mit Trockenmauersanierung und anschließender Neuaufrebung (2008)

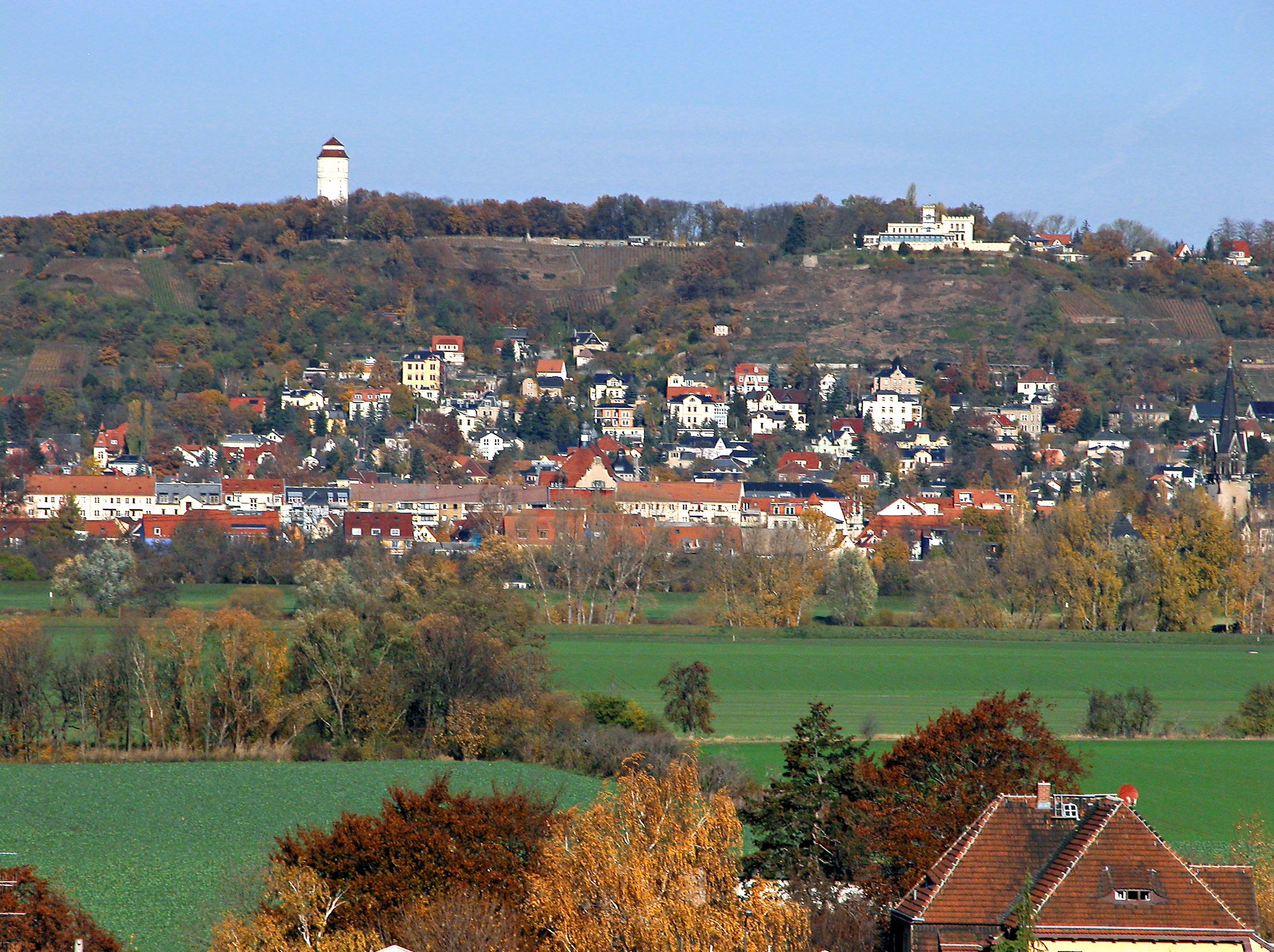
Radebeul von Südwest mit Wasserturm und Friedensburg

## Beschreibung

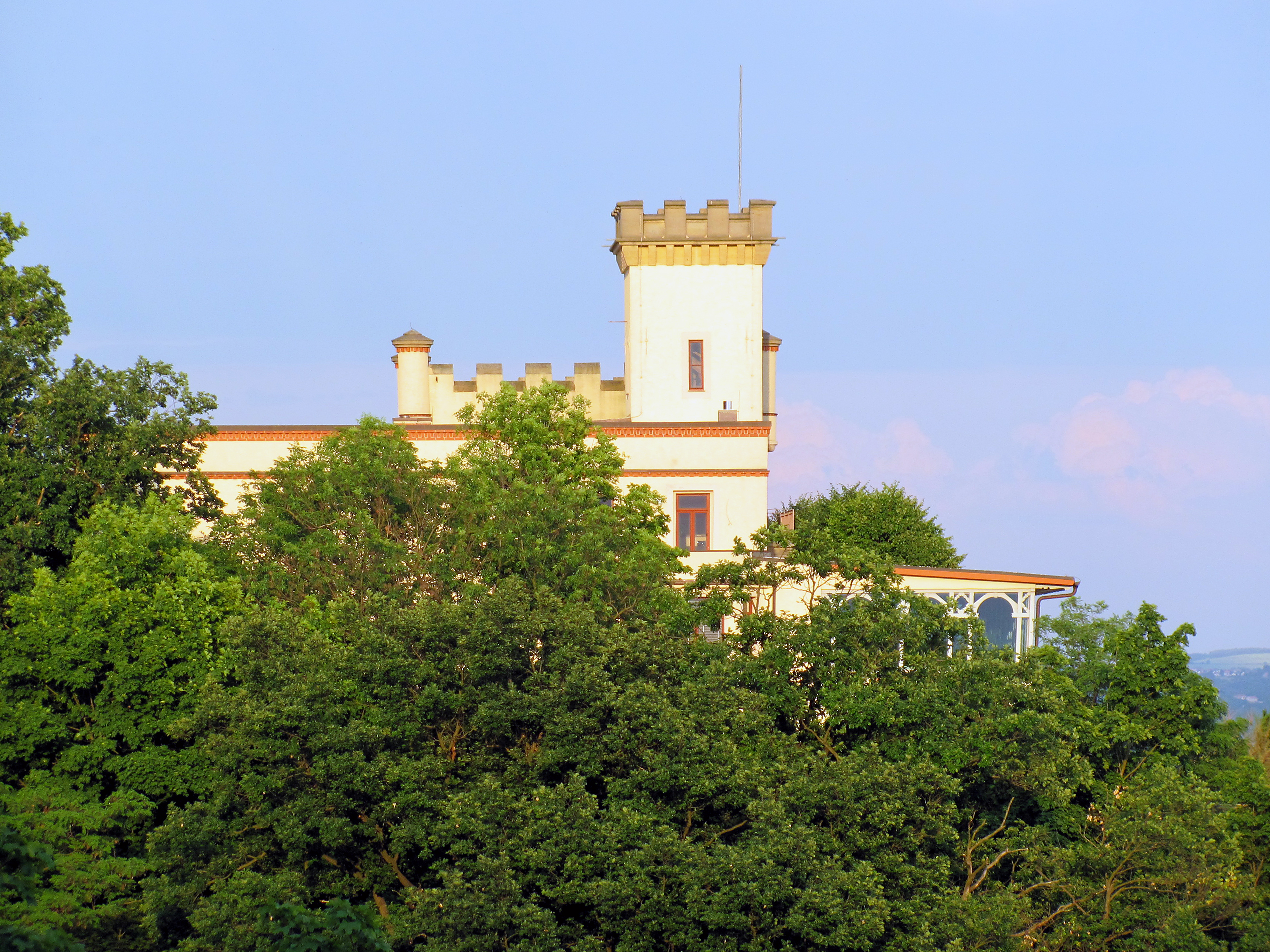
Friedensburg: Blick von der Friedrich-August-Höhe aus

Die ehemalige Berggaststätte ist mit der Aussichtsterrasse sowie den Torpfeilern und Mauern eines ehemaligen Weinguts denkmalgeschützt. Der Bau wurde als mittelalterliche Burganlage im Stil der Neogotik konzipiert, als deren Beispiel er im Dehio-Handbuch aufgeführt ist, genauer gehört er zum Tudorstil. Das Gebäude ist ein Putzbau mit Ziegelstein- und Sandsteingliederungen. Auf der Ostseite steht ein zweigeschossiges, palasartiges Restaurationsgebäude auf quadratischem Grundriss. Der hohe Bau hat einen Zinnenkranz mit runden Ecktürmchen sowie ein Flachdach. Zur Talseite befindet sich ein Balkon auf getreppten Konsolen aus Sandstein.
Westlich davon, durch einen kurzen Verbindungsbau angeschlossen, steht mittig ein dreigeschossiger, quadratischer Turm mit Zahnschnitt, Zinnenkranz sowie einem Fahnenmast. In der Talansicht zeigt der Turm ein neogotisches Dreifachfenster.
Die Westseite des Gebäudes wird durch einen auf L-förmigem Grundriss stehenden, zweigeschossigen Flügel gebildet, der flacher ausgebildet ist und ein Flachdach ohne Zinnen trägt. Vor diesem Flügel, dem Turm und dem Verbindungsbau befindet sich talseits eine hölzerne Veranda in einer aufwendigen Fachwerkkonstruktion aus Rundbögen, vor der sich wiederum eine Terrasse mit einem halbrunden Rondell befindet.
Auf der Hofseite steht ein Eingangsvorbau mit rundbogigem Zugang. Am Mittelbau befindet sich eine Inschrift „Friedensburg“, darunter eine Erinnerungstafel mit der Inschrift „Friedensburg. Erbauet im Jahre 1870–71 von Ernst Louis Gießmann“.

## Geschichte

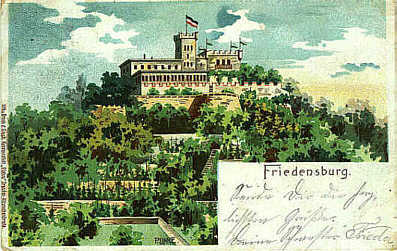
Friedensburg, Postkarte von 1903

Ab 1800 gehörte der unterhalb der Friedensburg gelegene Weinberg als Röberberg dem Dresdner Stadtphysicus Friedrich August Röber. Als Filetstück einer knapp 15 Hektar umfassenden Weinbergsbesitzung einschließlich der sich westlich an die Bergschlucht Kerbe anschließenden Kerbenberge wurden die Weinberge ab 1818, nach seiner Pensionierung, von Röber mit seinen Winzern selbst auch bewirtschaftet. Ab jenem Jahr wohnte Röber in der Lößnitz, sein Wohnsitz war das unterhalb gelegene Weinbergshaus, das später zum Badhotel Niederlößnitz umgebaut wurde.
1868 brannte das an der Stelle des Bergrestaurants stehende Winzerhaus aus dem 17. Jahrhundert, in dem bereits vorher ein Weinschank betrieben wurde, teilweise ab. Der Weinbergsbesitzer Ernst Louis Gießmann, Bruder von Max Gießmann, dem am Fuß des Weinbergs in der Burgstraße 2 das Badhotel gehörte, ließ unter Einbeziehung der stehengebliebenen Brandreste 1870/1871 durch die Baufirma „Gebrüder Ziller“ ein neues, weithin sichtbares Berggasthaus errichten. Aus Anlass des Friedensschlusses 1871 zwischen Deutschland und Frankreich erhielt das Gebäude den Namen Friedensburg.

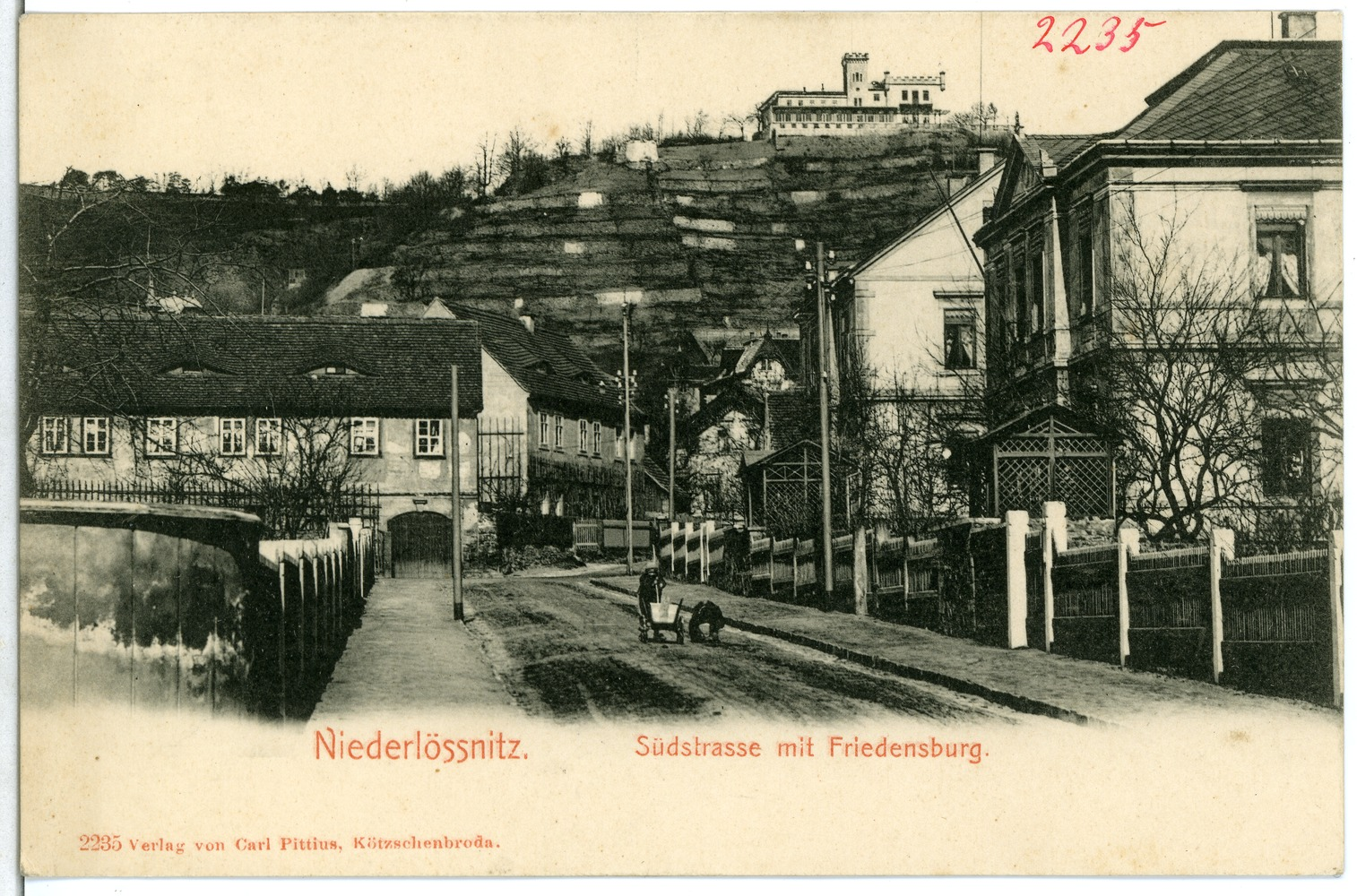
Haus Möbius von Süden (um 1910). Auf dem Berg die Friedensburg.

Durch die bevorzugte Aussicht von der Hangkante entwickelte sich das Berggasthaus, das ab 1895 auch als Hotel diente, zu einem beliebten Ausflugsziel. 1896 wurde durch den Baumeister F. A. Bernhard Große für Carl Hermann Schmidt eine Veranda angebaut und 1902 eine zusätzliche Terrasse. 1925–1927 folgten für Gustav Stübner weitere Umbauten durch den Architekten Alfred Tischer.
Das sich seit 1914 im Besitz der Familie Stübner befindliche Anwesen wurde 1963 an die HO verpachtet, 1969 durch die Druckmaschinenwerke Planeta als Gästehaus übernommen und 1977 durch die Baumechanisierung Halle in ein Schulungs- und Ferienobjekt umgewidmet. Die Gaststätte selbst wurde von 1961 bis 1990 durch die HO bewirtschaftet.
Nach einer „juristisch umstrittenen Privatisierung“, da einer der ehemaligen Mitbesitzer aus der Familie Stübner im April einen Antrag auf Rückkauf des Grundstücks gestellt hatte, kam die Friedensburg im Mai 1990 über die Treuhandgesellschaft für den Preis von 160.000 DM in Privatbesitz. 1992 war eine Hotel- und Beteiligungsgesellschaft Pächter der Friedensburg, und 1993 erfolgte die Schließung der Gaststätte. In den Folgejahren erfolgte zeitweise eine provisorische Bewirtschaftung der Außenterrasse.
1999/2000 wurde die Fassade des unter Denkmalschutz stehenden Gebäudes saniert und die Innenräume wurden umgebaut und modernisiert. Im August 2001 verstarb der Besitzer an den Folgen eines Unfalls und die Gläubigerbank suchte einen Nachfolger, der 2003 gefunden war.

Friedensburg von der Bergseite, Postkarte um 1900

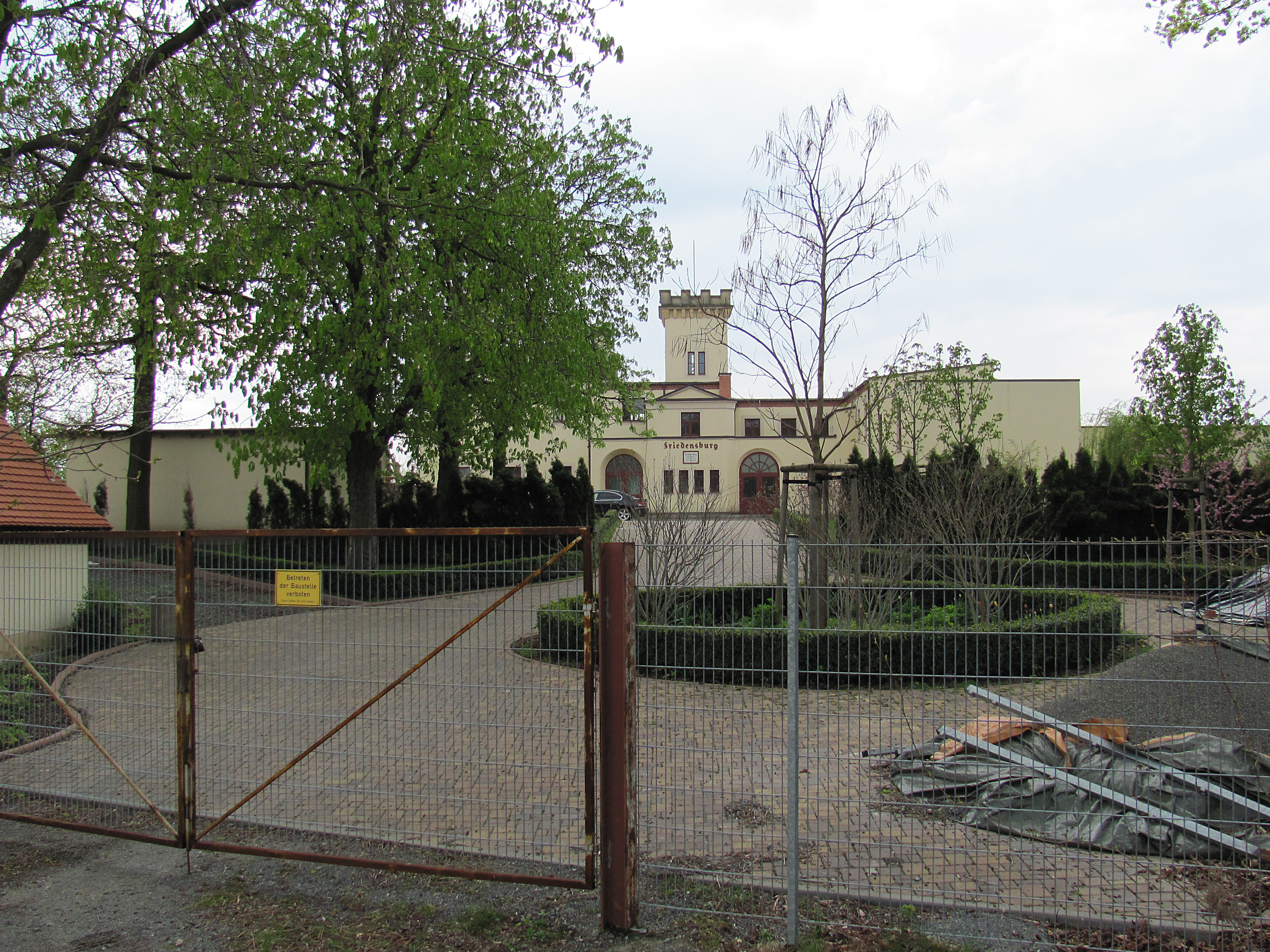
Friedensburg von der Rückseite (2011)

Da die Stadt Radebeul kein Vorkaufsrecht hatte, führte sie nach dem Verkauf Gespräche mit dem neuen Besitzer über das weitere Vorgehen. Auf die Intention des Besitzers hin, die Gaststätte wieder bewirtschaften zu wollen und die Außenanlagen parkartig zu gestalten, fasste die Stadt im Oktober 2003 einen Aufstellungsbeschluss für einen Bebauungsplan zur Sicherung des Vorhabens. Im Juli 2004 wurde ein Bauantrag für eine Gaststätte mit 60 Plätzen im Erdgeschoss sowie Beherbergung und eine Wohnung im Obergeschoss eingereicht und Anfang 2005 genehmigt. Im April 2006 beschloss der Stadtrat den Bebauungsplan, der die Bestimmungen der Baugenehmigung enthielt, im Juli wurde er rechtskräftig. Im April 2007 erhielt die Stadtverwaltung Unterlagen, aus denen Abweichungen der Baumaßnahmen gegenüber den Genehmigungen hervorgingen, die sich bei einer Kontrollbegehung bestätigten. Der folgende Nachtragsgenehmigungsantrag enthielt Änderungen der Raumaufteilung, enthielt jedoch weiterhin die gastronomische Nutzung nebst Betriebswohnung. Der bauaufsichtlichen Genehmigung aus dem April 2008 wurde jedoch vom Besitzer widersprochen. Es folgte ein Normenkontrollantrag des Besitzers vor dem Sächsischen Oberverwaltungsgericht gegen den rechtsgültigen Bebauungsplan, der im Oktober 2010 noch nicht entschieden war. Die Landesdirektion Dresden wies den Widerspruch gegen die Nachtragsgenehmigung zurück.
Im März 2011 wurde im Internet eine Verkaufsannonce veröffentlicht, in der die Friedensburg für 3,5 Millionen Euro zum Verkauf angeboten wurde. Laut Annonce „umfasst der herrschaftliche Gebäudekomplex nunmehr 5 abgeschlossene Wohneinheiten, ein großes hallenartiges Treppenhaus mit Atriumcharakter, den neu fundamentierten Turm und die besonders gestalteten Außenanlagen mit Parkcharakter, neuer Auffahrt, neu gestalteter Terrasse und Freianlagen, Freizeit- und Fitnessbereich mit Swimmingpool, Sauna und Fitnessraum.“ Ab Mai 2011 lag der Planentwurf zum Bebauungsplan Friedensburg zur öffentlichen Einsicht und Kommentierung aus. Bis zur Rechtsverbindlichkeit des Bebauungsplans wurde im April 2011 eine Satzung über eine Veränderungssperre für das Gebiet der Friedensburg durch den Stadtrat beschlossen. Im Dezember 2011 beschloss der Stadtrat den Bebauungsplan zur Satzung, in faktischer Planfortführung eines bereits vorher erfolgten Beschlusses.
2014 folgte eine Zwangsversteigerung. Seitdem setzt sich das zuständige Oberverwaltungsgericht weiter mit dem geltenden Bebauungsplan, dem Bauantrag auf Sanierung der Gaststätte und der Frage auseinander, ob eine Gaststätte in der Friedensburg wirtschaftlich betrieben werden könne. 2015 wurde ein Gutachten angefordert, das Mitte 2016 vorgelegt wurde. Das Oberverwaltungsgericht in Bautzen hat zu entscheiden.
Im März 2016 wohnte dort als Generalbevollmächtigter einer Medizintechnik-Firma Max Strauß, der älteste Sohn des Politikers Franz Josef Strauß.
Im Jahr 2018 wurde die Lösung vereinbart, dass der Eigentümer dort Wohnrecht erhielt, während die Stadt im Gegenzug am Ostrand des Grundstücks einen Streifen Land erhielt, um die von unten kommende Weinbergstreppe über die Hangkante hinweg mit dem Weinwanderweg verbinden zu können.

## WeinbergFriedensburg
Bis April 2008 wurden ca. 2000 m² Weinbergsmauern im Weinberg unterhalb der Friedensburg, der heutzutage grundstücksmäßig abgetrennt ist, neu gesetzt. Im gleichen Monat wurden von der Sächsischen Weinkönigin Irene I. und vielen freiwilligen Helfern 50 Jahre nach der letzten Nutzung als Weinberg Rebstöcke der Sorten Riesling, Spätburgunder, Gutedel und Traminer gepflanzt. Der Weinberg wird vom städtischen Weingut Hoflößnitz bewirtschaftet.
Der sich am oberen östlichen Rand befindliche Aussichtspunkt ist über die öffentliche Weinbergstreppe erreichbar, die in der Bodelschwinghstraße rechts der Nr. 8 beginnt, an der Besenschänke Haselbusch vorbeiführt und dann den Steilanstieg erschließt.

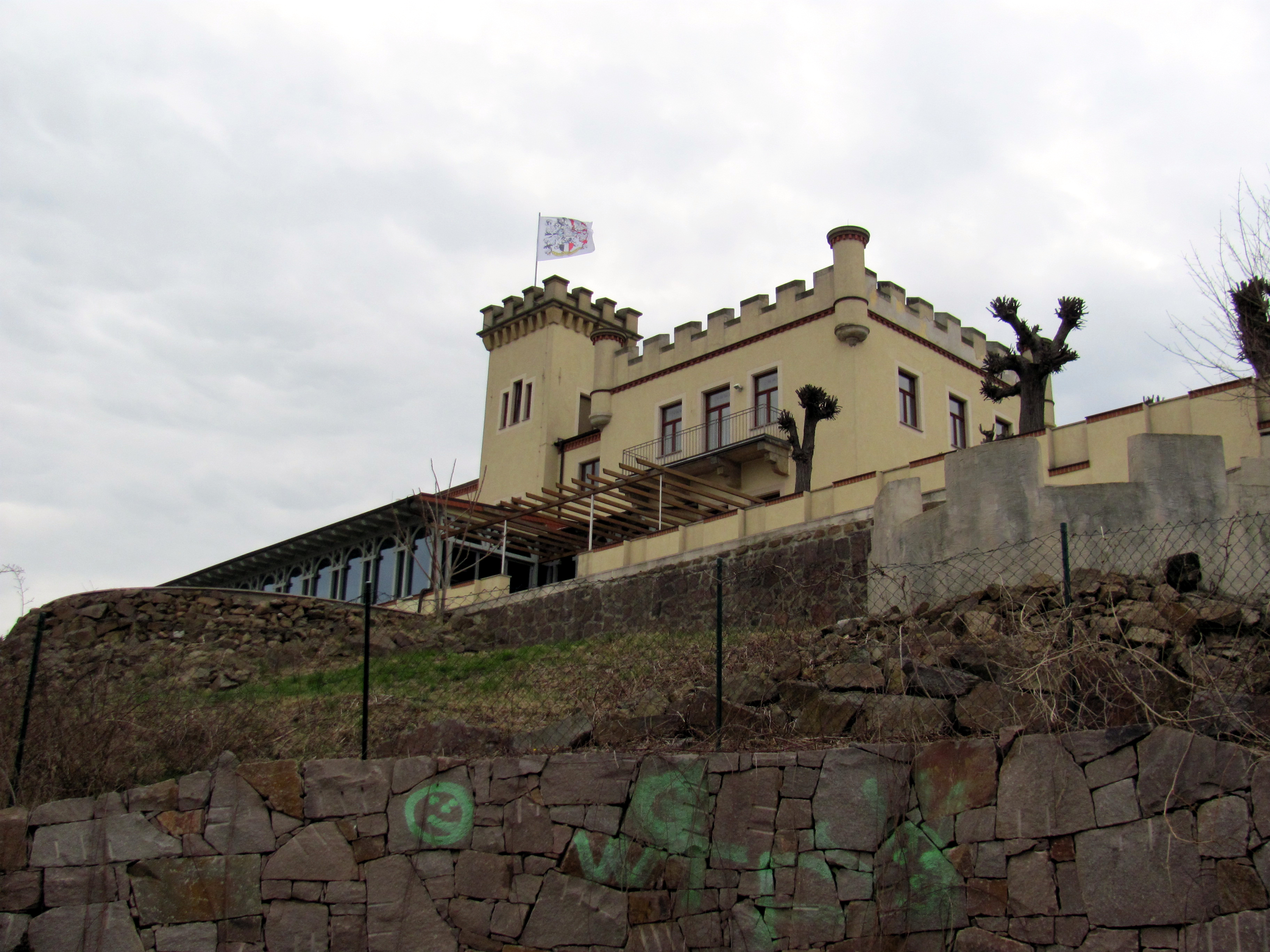
Friedensburg vom öffentlichen Aussichtspunkt
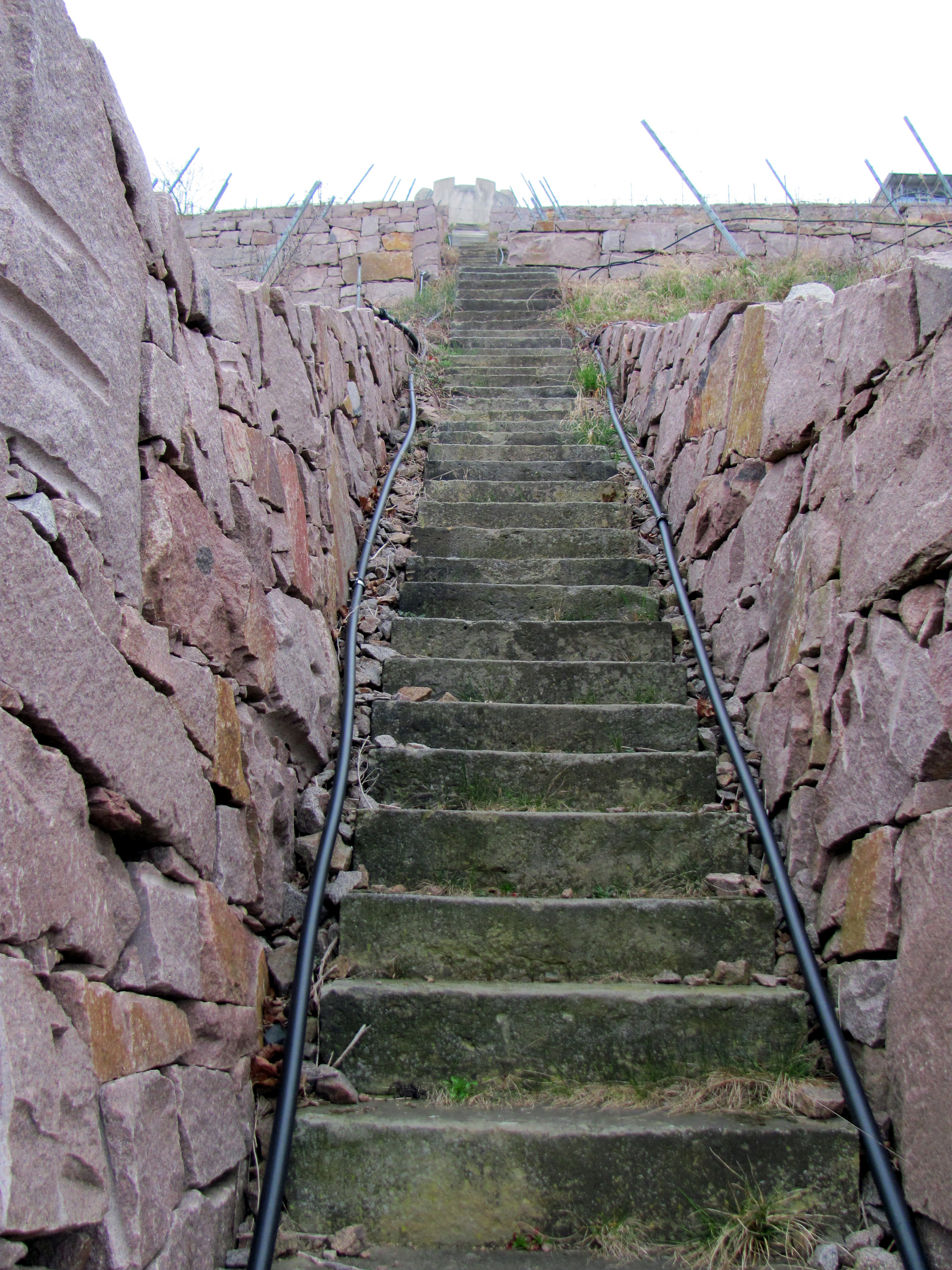
Weinberg Friedensburg, linke Weinbergstreppe
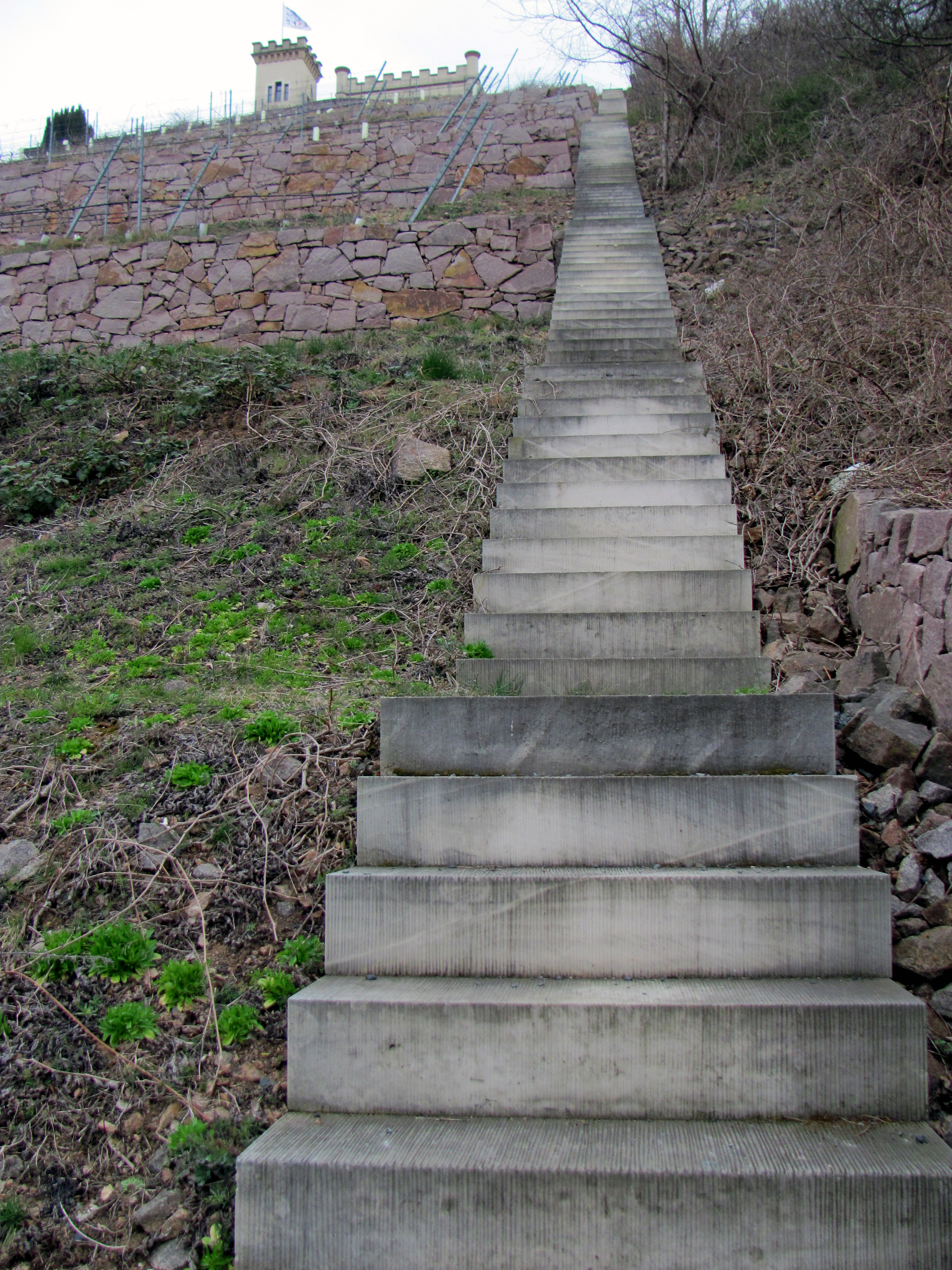
Weinberg Friedensburg, rechte Weinbergstreppe
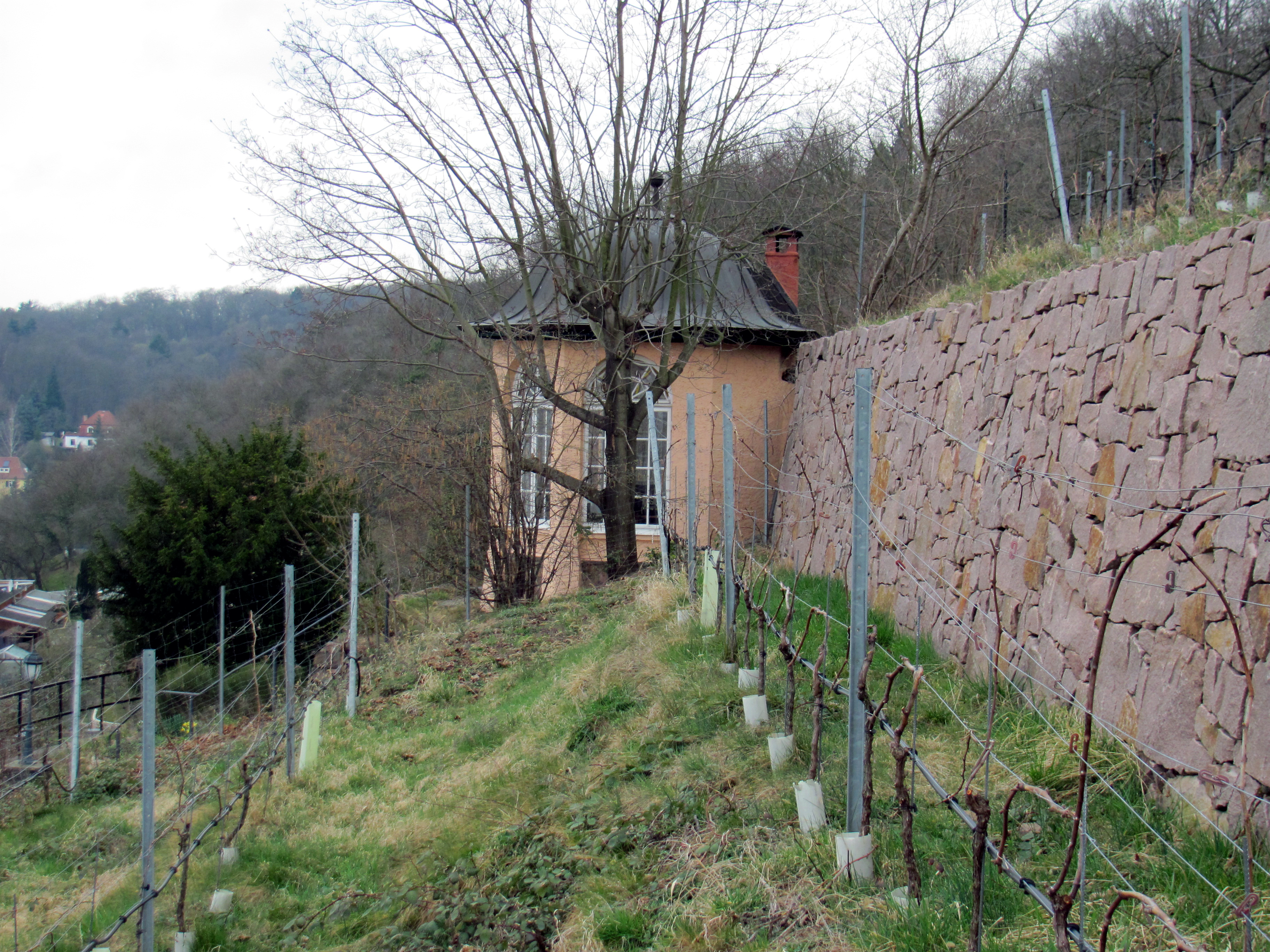
Gartenpavillon im Grundstück neben Weinberg Friedensburg